# Jean-François Malherbe
Jean-François Malherbe (Bruxelles, 1950 – Neuchâtel, 13 dicembre 2015) è stato un filosofo, scrittore e insegnante belga.
Dottore in filosofia all'Università cattolica di Lovanio e in teologia all'Università di Parigi, ha pubblicato diversi saggi di etica e filosofia.
Successivamente è stato professore all'Università di Lovanio (Belgio), Montréal, Sherbrooke (Québec, Canada), per poi divenire docente titolare della cattedra di filosofia morale all'Università degli Studi di Trento.
È stato anche insegnante presso l'Istituto Améthyste a Grange-Marnand (Svizzera) e professore all'École supérieure en éducation sociale di Losanna (Svizzera).
È stato infine presidente del Comitato etico della Polizia municipale di Losanna ed ha partecipato a numerosi seminari e conferenze in Belgio, Francia, Italia, Québec e Svizzera.
È deceduto il 13 dicembre 2015 nella sua casa a Neuchâtel, in Svizzera.

## Opere
In italiano
- Elementi per un’etica clinica. Condizioni dell’alleanza terapeutica,  a cura di Lucia Galvagni, Trento, FBK Press, 2014.
- Pratiche di verità nella "specie fabulatrice" (trad. Eleonora Sbarbati), in Le parole del pensiero. Studi offerti a Nestore Pirillo, a cura di Fabrizio Meroi, Pisa, ETS, 2013, pp. 309-313.
- "Soffrire Dio". La predicazione tedesca di Maestro Eckhart, edizione italiana, con un saggio di presentazione e traduzione di Massimiliano Traversino, Napoli, Editrice domenicana italiana, 2013.
- La democrazia a rischio d'usura. L'etica di fronte alla violenza del credito abusivo, trad. Tosca Lynch, Trento, Il Margine, 2010.
- Con Sergio Zorilla e Sandro Spinsanti, Il cittadino, il medico e l’Aids, trad. Daniela De Robert, Cinisello Balsamo, Paoline, 1993 .
- Per un’etica della medicina, trad. Pietro Quattrocchi, Cinisello Balsamo, Paoline, 1989.

In francese
- La philosophie de Karl Popper et le positivisme logique, préface de Jean Ladrière, Paris, PUF, 1977, 1979.
- Épistémologies anglo-saxonnes, Paris, PUF, 1981.
- Le langage théologique à l’âge de la science: Lecture de Jean Ladrière, Paris, Cerf, 1985.
- Pour une éthique de la médecine, Paris, Larousse, 1987.
- Autonomie et prévention: Alcool, tabac, sida dans une société médicalisée, Montréal, Fides, 1994.
- "Souffrir Dieu": La prédication de Maître Eckhart, Paris, Cerf, 1992.
- Homicide et compassion: L’euthanasie en éthique clinique, Montréal et Paris, Mediaspaul, 1996.
- Le nomade polyglotte: L’excellence éthique en postmodernité, Montréal, Bellarmin, 2000.
- Déjouer l'interdit de penser: Essais d’éthique critique, I, Montréal, Liber, 2001.
- Les ruses de la violence dans les arts du soin: Essais d’éthique critique, II, Montréal, Liber, 2003.

- La démocratie au risque de l'usure: L'éthique face à la violence du crédit abusif, Montréal, Liber, 2004.
- Les crises de l’incertitude: Essais d’éthique critique, III, Montréal, Liber, 2006.
- Avec l'artiste peintre Blanche Paquette, Mandalas, Montréal, Fides, 2007.
- Sujet de vie ou objet de soins? Introduction à la pratique de l'éthique clinique, Montréal, Fides, 2007.
- Avec Maria-Grazia Vilona Verniory, Transmuter la violence en milieu scolaire, Le Mont-sur-Lausanne, LEP, 2010.